# Pokal konfederacij
Pokal konfederacij (uradno angleško FIFA Confederations Cup) je mednarodno nogometno tekmovanje, ki ga vsake štiri leta organizira FIFA. Na turnirju se pomeri 8 nogometnih reprezentanc, zmagovalci šestih FIFA konfederacij (UEFA, CONMEBOL, CONCACAF, CAF, AFC, OFC), skupaj s svetovnim prvakom in gostiteljem.
Od leta 2005 se tekmovanje organizira v državi, ki v naslednjem letu gosti svetovno prvenstvo in deluje kot generalka pred turnirjem. Zadnje tekmovanje je gostila Brazilija od 15. do 30. junija, ki je postala tudi prvak, saj je v finalu s 3–0 premagala Španijo in osvojila rekordni četrti naslov.

## Format
8 ekip je razdeljenih z žrebom v dve skupini, pri čemer velja, da dve ekipi iz iste konfederacije ne moreta biti v isti skupini, razen, če so tri ekipe iz iste konfederacije (kar se bo zgodilo prvič leta 2017, kjer bodo gostiteljica tekmovanja Rusija, svetovni prvak Nemčija in evropski prvak Portugalska). Vsaka ekipa se pomeri še s tremi drugimi ekipami po enkrat. Nato skupinskemu delu sledi izločilni del tekmovanja.
- Polfinale:
  - 1. mesto v skupini A – 2. mesto v skupini B
  - 1. mesto v skupini B – 2. mesto v skupini A
- Finale:
  - Tekma za tretje mesto: poraženec 1. polfinala – poraženec 2. polfinala
  - Finale: zmagovalec 1. polfinala – zmagovalec 2. polfinala

Kriteriji pri razvrstitvi ekip z enakim številom točk v skupini so:
1. Število doseženih točk;
2. Razlika med danimi in prejetimi goli (gol razlika);
3. Število doseženih golov;
4. Žreb.

Za polfinale in finale, če je rezultat po koncu rednega dela izenačen (neodločen), lahko odločitev o zmagovalcu določijo tudi podaljški ali izvajanje kazenskih strelov (enajstmetrovk).

## Prvenstva in zmagovalci

### Pokal King Fahd
| 1992 | Saudi Arabia | Argentina | 3–1 | Saudova Arabija | ZDA    | 5–2                                        | Slonokoščena obala | 4 |
| 1995 | Saudi Arabia | Danska    | 2–0 | Argentina       | Mehika | 1–1 po podaljških (5–4 po enajstmetrovkah) | Nigerija           | 6 |

### Pokal konfederacij
| 1997 | Saudi Arabia        | Brazilija | 6–0                 | Avstralija | Češka       | 1–0                                        | Urugvaj         | 8 |
| 1999 | Mexico              | Mehika    | 4–3                 | Brazilija  | ZDA         | 2–0                                        | Saudova Arabija | 8 |
| 2001 | South Korea · Japan | Francija  | 1–0                 | Japonska   | Avstralija  | 1–0                                        | Brazilija       | 8 |
| 2003 | France              | Francija  | 1–0 (po podaljških) | Kamerun    | Turčija     | 2–1                                        | Kolumbija       | 8 |
| 2005 | Germany             | Brazilija | 4–1                 | Argentina  | Nemčija     | 4–3 po podaljških                          | Mehika          | 8 |
| 2009 | South Africa        | Brazilija | 3–2                 | ZDA        | Španija     | 3–2 po podaljških                          | Južna Afrika    | 8 |
| 2013 | Brazil              | Brazilija | 3–0                 | Španija    | Italija     | 2–2 po podaljških (3–2 po enajstmetrovkah) | Urugvaj         | 8 |
| 2017 | Russia              | Nemčija   | 1–0                 | Čile       | Portugalska | 2–1                                        | Mehika          | 8 |

### Moštva uvrščena med najboljše štiri
| Reprezentanca      | Zmagovalci                  | Drugouvrščeni             | Tretje mesto                   | Četrto mesto             |
| ------------------ | --------------------------- | ------------------------- | ------------------------------ | ------------------------ |
| Brazilija          | 4 (1997, 2005, 2009, 2013*) | 1 (1999)                  | –                              | 1 (2001)                 |
| Francija           | 2 (2001, 2003*)             | –                         | –                              | –                        |
| Argentina          | 1 (1992 Pokal King Fahd)    | 2 (1995, 2005)            | –                              | –                        |
| Mehika             | 1 (1999*)                   | –                         | 1 (1995 Pokal King Fahd)       | 2 (2005, 2017)           |
| Danska             | 1 (1995 Pokal King Fahd)    | –                         | –                              | –                        |
| Nemčija            | 1 (2017)                    | –                         | 1 (2005*)                      | –                        |
| ZDA                | –                           | 1 (2009)                  | 2 (1992 Pokal King Fahd, 1999) | –                        |
| Avstralija         | –                           | 1 (1997)                  | 1 (2001)                       | –                        |
| Španija            | –                           | 1 (2013)                  | 1 (2009)                       | –                        |
| Saudova Arabija    | –                           | 1 (1992 Pokal King Fahd*) | –                              | 1 (1999)                 |
| Japonska           | –                           | 1 (2001*)                 | –                              | –                        |
| Kamerun            | –                           | 1 (2003)                  | –                              | –                        |
| Čile               | –                           | 1 (2017)                  | –                              | –                        |
| Češka              | –                           | –                         | 1 (1997)                       | –                        |
| Turčija            | –                           | –                         | 1 (2003)                       | –                        |
| Italija            | –                           | –                         | 1 (2013)                       | –                        |
| Portugalska        | –                           | –                         | 1 (2017)                       | –                        |
| Urugvaj            | –                           | –                         | –                              | 2 (1997, 2013)           |
| Slonokoščena obala | –                           | –                         | –                              | 1 (1992 Pokal King Fahd) |
| Nigerija           | –                           | –                         | –                              | 1 (1995 Pokal King Fahd) |
| Kolumbija          | –                           | –                         | –                              | 1 (2003)                 |
| Južna Afrika       | –                           | –                         | –                              | 1 (2009*)                |

* gostitelj

## Rekordi in statistika

### Statistika

#### Najboljši strelci
| # | Igralec           | Država          | Št. zadetkov |
| - | ----------------- | --------------- | ------------ |
| 1 | Cuauhtémoc Blanco | Mehika          | 9            |
| 1 | Ronaldinho        | Brazilija       | 9            |
| 3 | Fernando Torres   | Španija         | 8            |
| 4 | Adriano           | Brazilija       | 7            |
| 4 | Romário           | Brazilija       | 7            |
| 6 | Marzouk Al-Otaibi | Saudova Arabija | 6            |
| 6 | David Villa       | Španija         | 6            |
| 8 | Alex              | Brazilija       | 5            |
| 8 | John Aloisi       | Avstralija      | 5            |
| 8 | Luís Fabiano      | Brazilija       | 5            |
| 8 | Fred              | Brazilija       | 5            |
| 8 | Robert Pirès      | Francija        | 5            |
| 8 | Vladimír Šmicer   | Češka           | 5            |

## Nagrade

### Zlati čevelj
Nagrada za Zlati čevelj je namenjen najboljšemu strelcu turnirja. Če več kot eden igralec doseže enako število zadetkov, se ta izbere na podlagi asistenc, ki jih doseže na turnirju (torej: št. zadetkov + št. asistenc).
| Prvenstvo                  | Dobitnik nagrade  | Št. zadetkov |
| -------------------------- | ----------------- | ------------ |
| Saudova Arabija 1992       | Gabriel Batistuta | 2            |
| Saudova Arabija 1995       | Luis García       | 3            |
| Saudova Arabija 1997       | Romário           | 7            |
| Mehika 1999                | Ronaldinho        | 6            |
| Južna Koreja/Japonska 2001 | Robert Pirès      | 2            |
| Francija 2003              | Thierry Henry     | 4            |
| Nemčija 2005               | Adriano           | 5            |
| Južna Afrika 2009          | Luís Fabiano      | 5            |
| Brazilija 2013             | Fernando Torres   | 5            |

### Zlata rokavica
Zlata rokavica se podeljuje za najboljšega vratarja turnirja.
| Prvenstvo         | Dobitnik nagrade |
| ----------------- | ---------------- |
| Nemčija 2005      | Oswaldo Sánchez  |
| Južna Afrika 2009 | Tim Howard       |
| Brazilija 2013    | Júlio César      |

### Nagrada za Fair Play
Nagrada za Fair Play je podeljena ekipi, ki igra pošteno tekom turnirja z merili, ki jih ima FIFA Fair Play odbor.
| Prvenstvo                  | Dobitnik nagrade          |
| -------------------------- | ------------------------- |
| Saudova Arabija 1997       | Južna Afrika              |
| Mehika 1999                | Nova Zelandija, Brazilija |
| Južna Koreja/Japonska 2001 | Japonska                  |
| Francija 2003              | Japonska                  |
| Nemčija 2005               | Grčija                    |
| Južna Afrika 2009          | Brazilija                 |
| Brazilija 2013             | Španija                   |

## Obiskovalci
Število obiskovalcev na posameznem prvenstvu.
| Prvenstvo | Skupno število obiskovalcev | Št. tekem | Povrečno število obiskovalcev |
| --------- | --------------------------- | --------- | ----------------------------- |
| 1992      | 169,500                     | 4         | 42,375                        |
| 1995      | 165,000                     | 8         | 20,625                        |
| 1997      | 333,500                     | 16        | 20,844                        |
| 1999      | 970,000                     | 16        | 60,625                        |
| 2001      | 557,191                     | 16        | 34,824                        |
| 2003      | 491,700                     | 16        | 30,731                        |
| 2005      | 603,106                     | 16        | 37,694                        |
| 2009      | 584,894                     | 16        | 36,556                        |
| 2013      | 804,659                     | 16        | 50,291                        |